# Platamon
Platamon (más néven Platamonasz vagy Pandeleimon, görögül: Πλαταμώνας) város Görögországban, Piería prefektúra déli részén. Elsősorban idegenforgalmi központ. 2001-ben 2197 lakosa volt. Területe 84 km², közigazgatásilag Anatolikosz Olümposz községhez tartozik.

## Fekvése
Platamonasz az Olümposz keleti lábánál fekszik, az Égei-tenger partján, Katerinitől 38 km-re délre, Láriszától 54 km-re északkeletre, ezekkel a városokkal vasúti és közúti (E75-ös autópálya) összeköttetése is van.

## Története
A hegyek között fekvő régi Pandeleimon, mely nevét a platánfáról kapta, a török hódoltság alatt teljesen elnéptelenedett. Az új Platamon, mint halászfalu a tengerparton alakult ki.

## Nevezetességek
- Platamon várát a bizánci időkben építették a Szaloniki–Athén útvonal ellenőrzésére. Sokszög alakú védőfalaiból 8 bástya emelkedik ki. A fellegvár az erőd délnyugati oldalán található.
- A város tengerparti strandja évente mintegy 120 ezer nyaralót vonz.
- A régi tengerparti vasút egy részét idegenforgalmi látványosságként helyreállították.

## Galéria

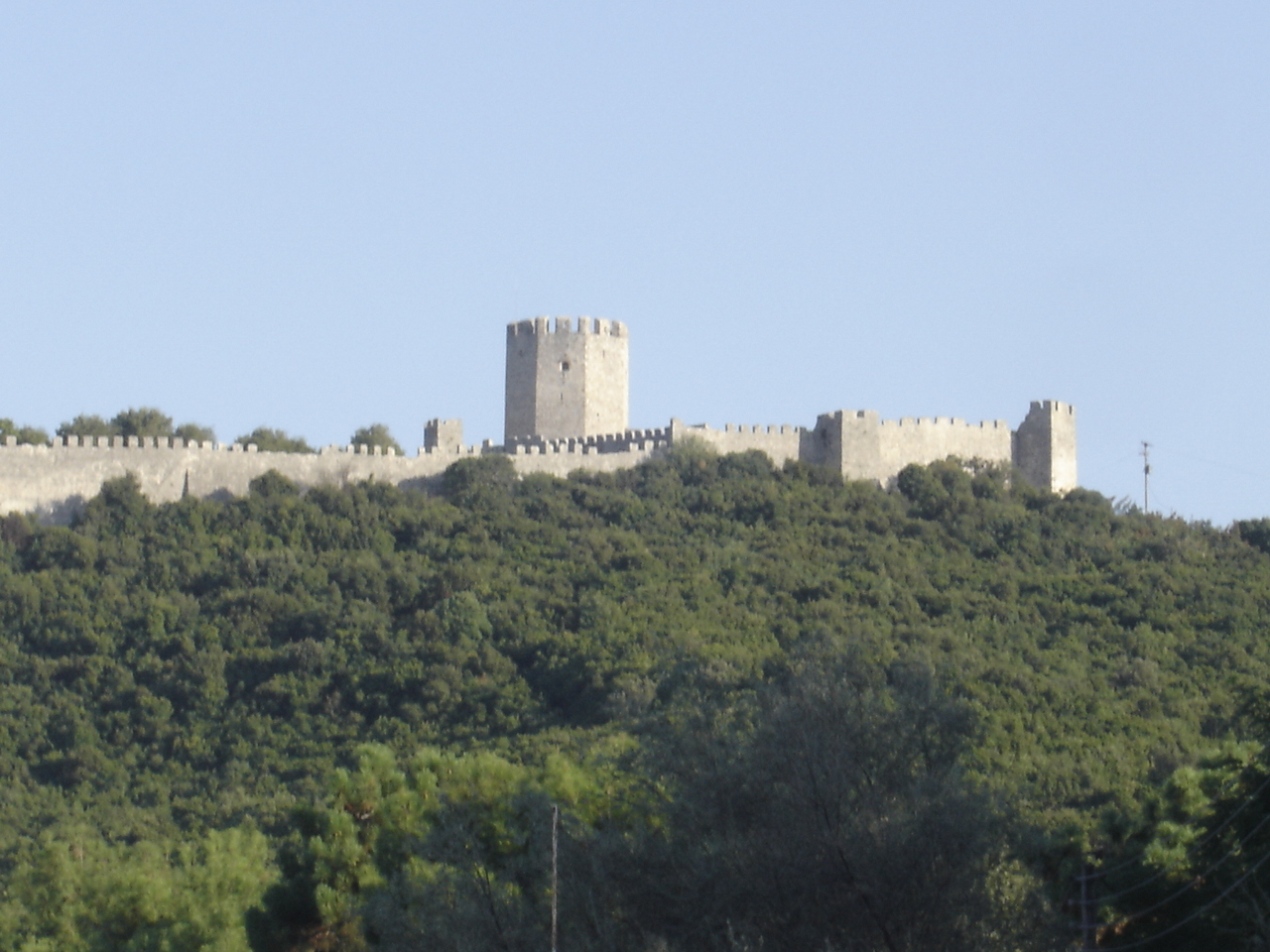
Platamon vára
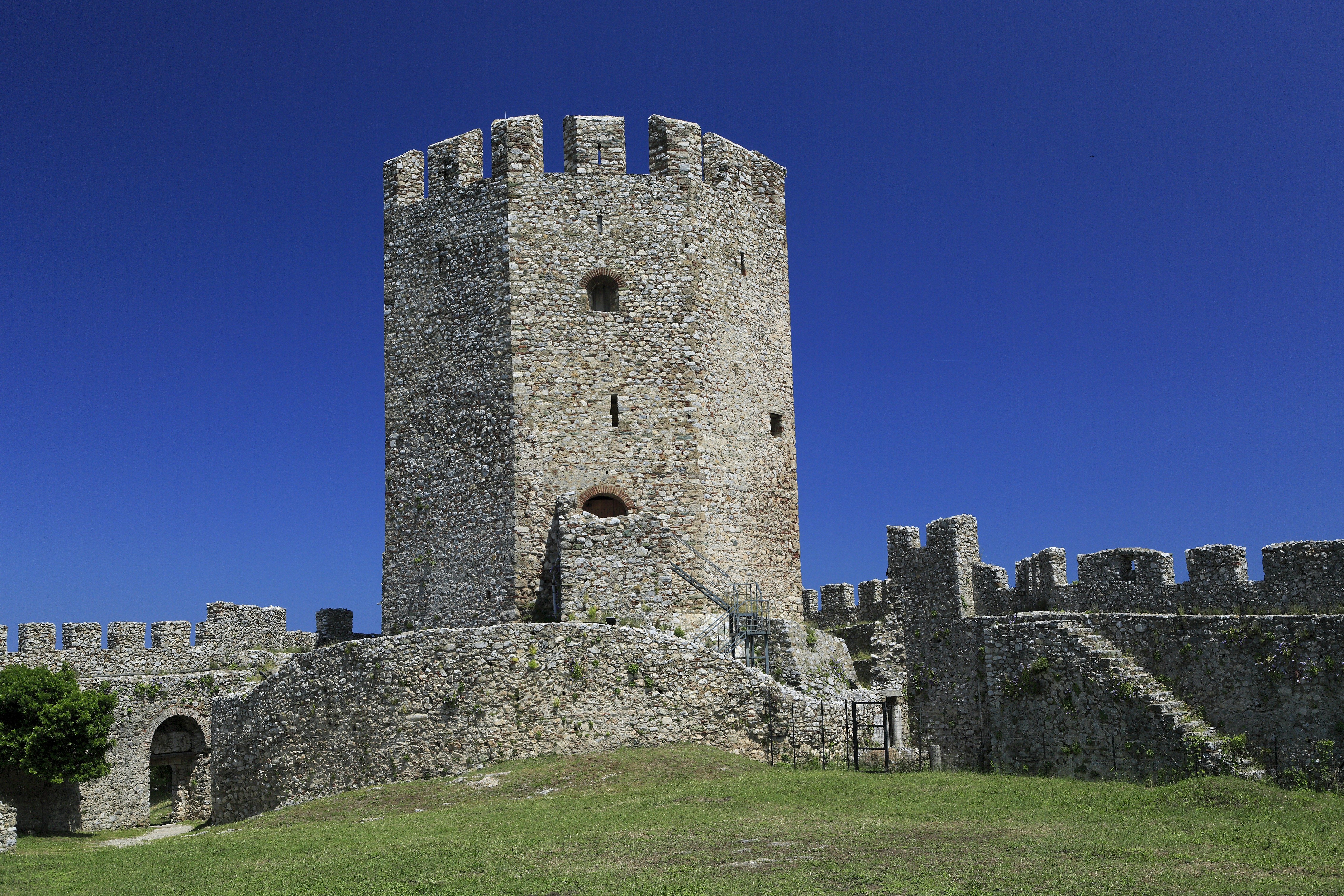
Platamon vára
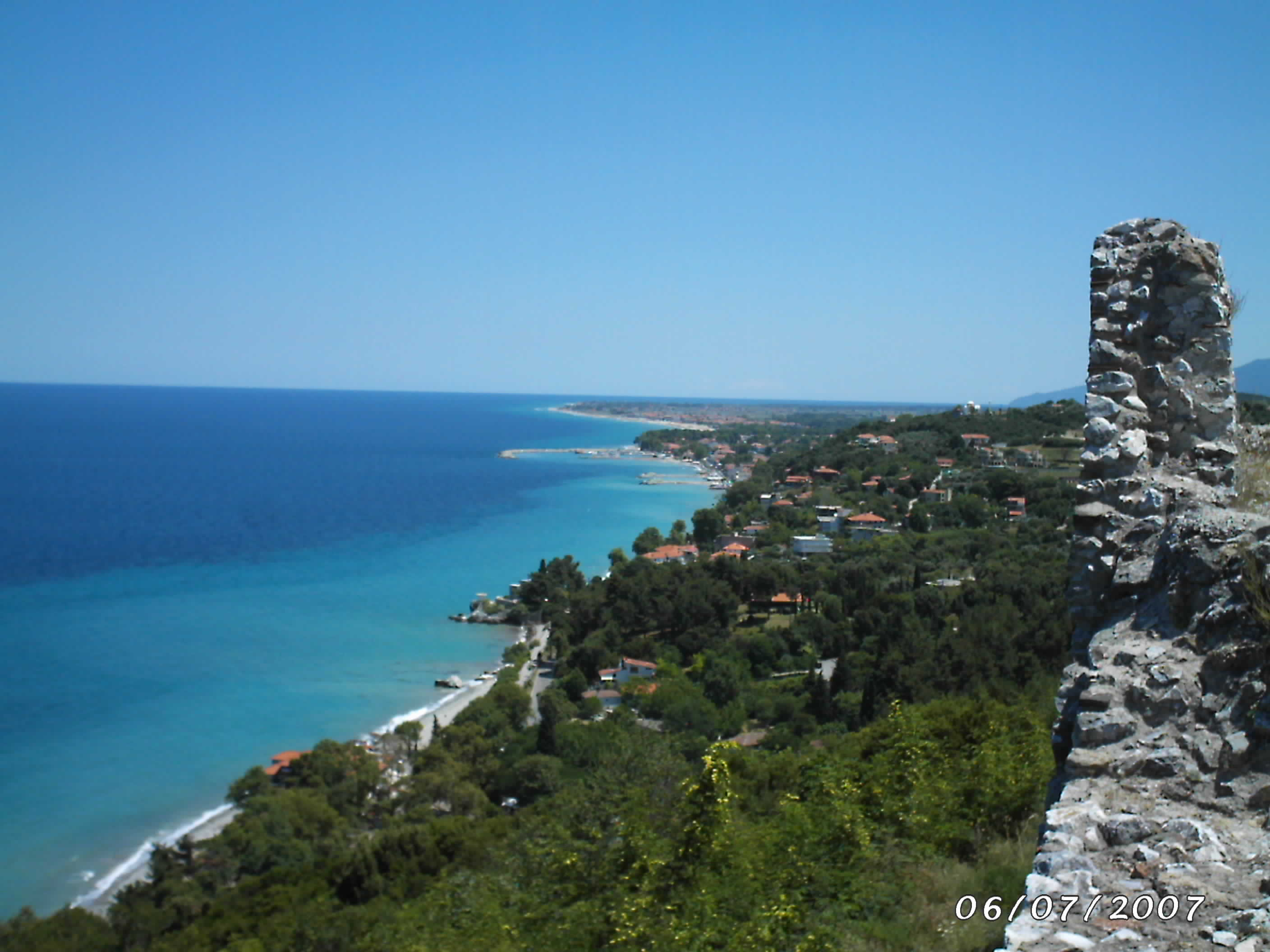
Az Égei-tenger látképe a várból
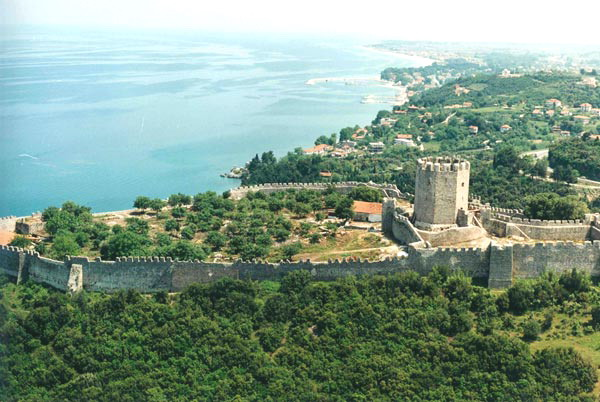
Platamon vára
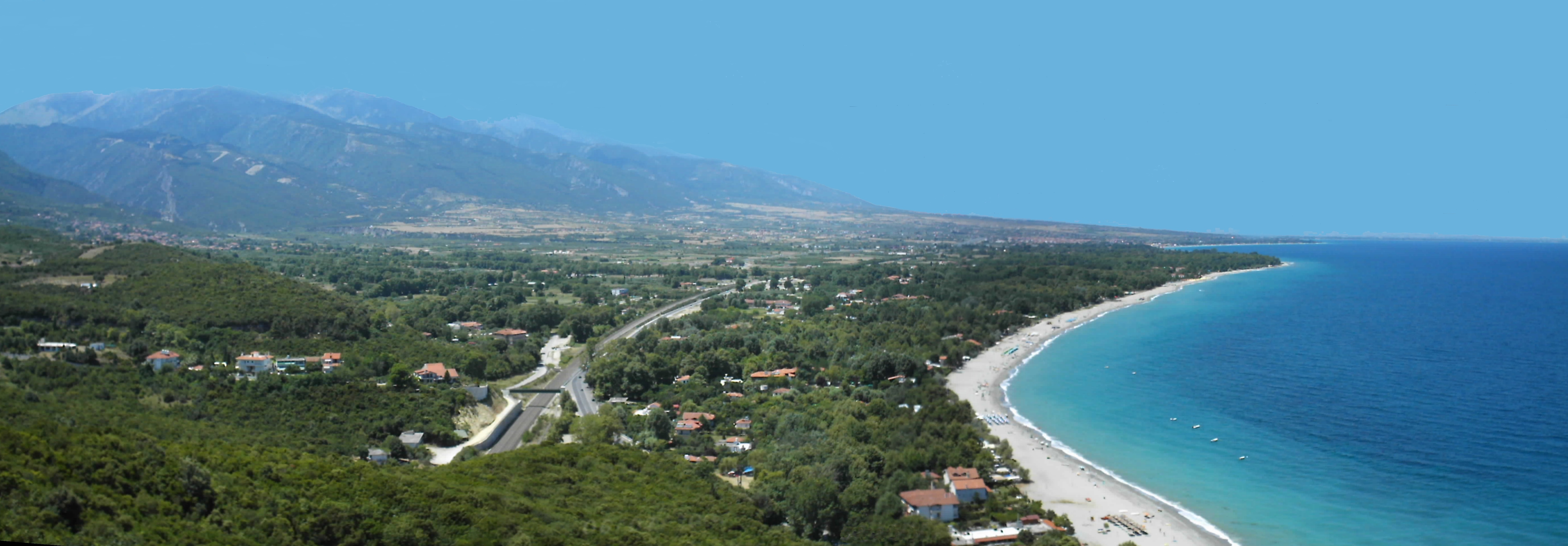
Platamon látképe

## Külső hivatkozások
- Platamoni fényképek